# Кьятванчай, Напа
На́па Кьятванча́й (тайск. นภา เกียรติวันชัย; род. 27 июля 1967 года в  Накхонратчасиме, Таиланд) — тайский боксёр-профессионал, чемпион мира по версии WBC (1988-1989 годы), интернациональный чемпион по версии WBC (1988 год) в минимальном весе.

## Биография
Кьятванчай родился 27 июля 1967 года в тайском городе Накхонратчасима (Корат).  Профессиональную карьеру начал в 1987 году, в возрасте 20 лет, дебютировав в минимальной весовой категории. Уже в пятом по счету профессиональном бою он завоевал титул интернационального чемпиона WBC, выиграв раздельным решением судей у индонезийца Нико Томаса.  В 1988 году, проведя защиту своего первого пояса, Кьятванчай вышел на титульный бой с чемпионом мира по версии WBC японцем Хироки Иокой. Их первый поединок в июне 1988 года завершился вничью, а в повторном тайский претендент победил чемпиона решением большинства судей, нанеся ему первое поражение в карьере и завоевав титул WBC. В 1989 году Кьятванчай дважды защитил свое чемпионское звание, победив единогласным судейским решением Джона Арифа из Индонезии и нокаутировав все того же Иоку. Однако 12 ноября 1989 года Напа проиграл техническим нокаутом в 12 раунде корейцу Чхве Чом Хвану и потерял чемпионский пояс.  Кьятванчай предпринял попытку вернуть утраченный титул WBC в минимальном весе, но 8 июня 1990 года уступил единогласным решением судей действующему чемпиону мира Хидэюки Охаси. В 1992 году, после ряда малозначимых рейтинговых боев, тайский боксёр попробовал себя в первой наилегчайшей весовой категории. Получив право на бой за чемпионский титул WBC в новом весе, Кьятванчай 14 сентября 1992 года проиграл нокаутом во втором раунде многолетнему чемпиону мира Умберто Гонсалесу из Мексики. До конца 1992 года таец потерпел еще одно поражение от  будущего претендента на чемпионский титул в минимальном весе филиппинца Алы Вилльяморы и прервал свою карьеру почти на 4 года. Вернувшись на ринг в 1996 году, Кьятванчай уступил четырежды в пяти проведенных боях, в том числе известному японскому боксёру Кацусигэ Кавасиме, и в 2000 году завершил выступления.

## Профессиональная карьера
На профессиональном ринге Кьятванчай дебютировал 7 августа 1987 года, выступал в минимальной и первой наилегчайшей весовых категориях.  Большинство боёв (12) провёл на родине, в Таиланде, 9 поединков в Японии, два в Индонезии, по одному в Южной Корее и США. 

### 1987—1988 годы
Дебютировав на профессиональном ринге 7 августа, Кьятванчай до конца года провёл 4 боя, во всех одержав победы, причем в трёх - досрочные. В пятом по счёту профессиональном бою тайский боксёр получил право на титульный поединок за звание чемпиона мира по версии WBC International в минимальном весе. Его соперником стал индонезиец Нико Томас. 26 января 1988 года в Джакарте Кьятванчай сумел победить своего оппонента раздельным решением судей. Один из рефери отдал победу хозяину ринга Томасу со счётом 115:113, однако двое других посчитали, что таец был сильнее - 118:113, 118:111. 16 апреля 1988 года Напа защитил завоеванный титул. Поединок вновь состоялся в Индонезии, а претендентом на пояс WBC International стал местный боксёр Хим Сурьяман. Кьятванчай выиграл большинством судейских голосов со счётом 120:104, 114:114, 118:113 и вскоре получил статус претендента на титул чемпиона мира по версии WBC в минимальном весе, которым владел японский боксёр Хироки Иока.        

#### Первый бой с Иокой
|                  |                                                                                |                                                                                |
| Соперник         | Хироки Иока                                                                    | Хироки Иока                                                                    |
| Место проведения | «Kinki University Auditorium», Осака, Япония                                   | «Kinki University Auditorium», Осака, Япония                                   |
| Результат        | Ничья в двенадцатираундовом бою                                                | Ничья в двенадцатираундовом бою                                                |
| Статус           | Бой за звание чемпиона мира по версии WBC в минимальном весе (2-я защита Иоки) | Бой за звание чемпиона мира по версии WBC в минимальном весе (2-я защита Иоки) |
| Рефери           | Боб Лоджист                                                                    | Боб Лоджист                                                                    |
| Счёт судей       | Гарри Гиббс: 114:113; Педро Мендоса: 113:115; Чак Уильямс: 113:113             | Гарри Гиббс: 114:113; Педро Мендоса: 113:115; Чак Уильямс: 113:113             |
|                  | Кьятванчай                                                                     | Иока                                                                           |
| Вес              | 47,3                                                                           | 47,5                                                                           |
| Результаты боёв  | 6-0                                                                            | 10-0                                                                           |

Бой состоялся 5 июня 1988 года в японской Осаке. Иока проводил вторую защиту принадлежавшего ему чемпионского пояса WBC, и претендент на титул сумел оказать чемпиону достойное сопротивление. По итогам поединка двух боксёров, не имевших в послужных списках ничего кроме побед, один из судей отдал предпочтение японцу, второй - Кьятванчаю, а третий выставил ничейный счёт. Таким образом, Иока сохранил чемпионский пояс. 
В сентябре 1988 года Кьятванчай выиграл еще один рейтинговый бой, а 13 ноября провёл повторный поединок с Иокой.

#### Второй бой с Иокой
|                  |                                                                                |                                                                                |
| Соперник         | Хироки Иока                                                                    | Хироки Иока                                                                    |
| Место проведения | «Prefectural Gymnasium», Осака, Япония                                         | «Prefectural Gymnasium», Осака, Япония                                         |
| Результат        | Победа Кьятванчая решением большинства судей в двенадцатираундовом бою         | Победа Кьятванчая решением большинства судей в двенадцатираундовом бою         |
| Статус           | Бой за звание чемпиона мира по версии WBC в минимальном весе (3-я защита Иоки) | Бой за звание чемпиона мира по версии WBC в минимальном весе (3-я защита Иоки) |
| Рефери           | Марти Денкин                                                                   | Марти Денкин                                                                   |
| Счёт судей       | Дэйв Браун: 115:112; Рауль Каис-старший: 113:113; Хосе Хуан Герра: 115:112     | Дэйв Браун: 115:112; Рауль Каис-старший: 113:113; Хосе Хуан Герра: 115:112     |
|                  | Кьятванчай                                                                     | Иока                                                                           |
| Вес              | 47,5                                                                           | 47,6                                                                           |
| Результаты боёв  | 7-0-1                                                                          | 10-0-1                                                                         |

В повторном бою Кьятванчай сумел убедить судей в своём превосходстве над соперником. На этот раз двое рефери отдали ему победу со счётом 115:112, а на карте третьего значился ничейный результат. В итоге большинством судейских решений Кьятванчай победил Иоку и завоевал принадлежавший японцу титул чемпиона мира по версии WBC в минимальном весе.

### 1989 год
Первую защиту завоеванного титула Кьятванчай провёл 11 февраля 1989 года в своем родном городе Накхонратчасиме. Его соперником стал индонезиец Джон Ариф.

#### Бой с Арифом
|                  |                                                                                      |                                                                                      |
| Соперник         | Джон Ариф                                                                            | Джон Ариф                                                                            |
| Место проведения | «Provincial Stadium», Накхонратчасима, Таиланд                                       | «Provincial Stadium», Накхонратчасима, Таиланд                                       |
| Результат        | Победа Кьятванчая единогласным решением судей в двенадцатираундовом бою              | Победа Кьятванчая единогласным решением судей в двенадцатираундовом бою              |
| Статус           | Бой за звание чемпиона мира по версии WBC в минимальном весе (1-я защита Кьятванчая) | Бой за звание чемпиона мира по версии WBC в минимальном весе (1-я защита Кьятванчая) |
| Рефери           | Малкольм Бёлнер                                                                      | Малкольм Бёлнер                                                                      |
| Счёт судей       | Чон Дэ Ын: 119:106; Кодаи Кумасаки: 120:108; Салвадор Пласенсия: 120:107             | Чон Дэ Ын: 119:106; Кодаи Кумасаки: 120:108; Салвадор Пласенсия: 120:107             |
|                  | Кьятванчай                                                                           | Ариф                                                                                 |
| Вес              | 46,9                                                                                 | 46,7                                                                                 |
| Результаты боёв  | 8-0-1                                                                                | 6-2-2                                                                                |

Несмотря на то, что Ариф на момент боя владел титулами чемпиона Индонезии и интернационального чемпиона по версии WBC, Кьятванчай значительно превосходил  соперника в классе. Тайский боксёр уверенно победил оппонента, о чем свидетельствовал счёт судейских записок - 119:106, 120:108, 120:107. 
Следующим претендентом на титул чемпиона мира по версии WBC, принадлежавший Кьятванчаю, был назначен все тот же Хироки Иока. Их третий бой состоялся 10 июня 1989 года.

#### Третий бой с Иокой
|                  |                                                                                             |                                                                                             |
| Соперник         | Хироки Иока                                                                                 | Хироки Иока                                                                                 |
| Место проведения | «Prefectural Gymnasium», Осака, Япония                                                      | «Prefectural Gymnasium», Осака, Япония                                                      |
| Результат        | Победа Кьятванчая техническим нокаутом в 11 раунде двенадцатираундового боя                 | Победа Кьятванчая техническим нокаутом в 11 раунде двенадцатираундового боя                 |
| Статус           | Бой за звание чемпиона мира по версии WBC в минимальном весе (2-я защита Кьятванчая)        | Бой за звание чемпиона мира по версии WBC в минимальном весе (2-я защита Кьятванчая)        |
| Рефери           | Марти Денкин                                                                                | Марти Денкин                                                                                |
| Счёт судей       | Малкольм Бёлнер: 99:89; Лэрри О'Коннел: 99:91; Чак Уильямс: 99:90 (на момент остановки боя) | Малкольм Бёлнер: 99:89; Лэрри О'Коннел: 99:91; Чак Уильямс: 99:90 (на момент остановки боя) |
| Время            | 1:12 минут                                                                                  | 1:12 минут                                                                                  |
|                  | Кьятванчай                                                                                  | Иока                                                                                        |
| Вес              | 46,7                                                                                        | 47,6                                                                                        |
| Результаты боёв  | 9-0-1                                                                                       | 11-1-1                                                                                      |

Бой с Иокой, как и два предыдущих, прошёл в Осаке, но на сей раз у японца было немного шансов на победу. Кьятванчай доминировал в ринге, послал соперника в нокдаун в пятом раунде и еще дважды отправлял его на канвас в одиннадцатом, вынудив рефери Марти Денкина остановить поединок и зафиксировать победу тайца техническим нокаутом.
Третью защиту титула Кьятванчай провёл 12 ноября 1989 года против экс-чемпиона мира по версии IBF в первой наилегчайшей весовой категории, боксёра из Южной Кореи Чхве Чом Хвана.

#### Бой с Чхве
|                  |                                                                                                   |                                                                                                   |
| Соперник         | Чхве Чом Хван                                                                                     | Чхве Чом Хван                                                                                     |
| Место проведения | «World Trade Center», Сеул, Южная Корея                                                           | «World Trade Center», Сеул, Южная Корея                                                           |
| Результат        | Победа Чхве техническим нокаутом в 12 раунде двенадцатираундового боя                             | Победа Чхве техническим нокаутом в 12 раунде двенадцатираундового боя                             |
| Статус           | Бой за звание чемпиона мира по версии WBC в минимальном весе (3-я защита Кьятванчая)              | Бой за звание чемпиона мира по версии WBC в минимальном весе (3-я защита Кьятванчая)              |
| Рефери           | Генри Элеспуру                                                                                    | Генри Элеспуру                                                                                    |
| Счёт судей       | Хосе Хуан Герра: 99:107; Эдриэн Морган: 101:105; Сид Рубенстейн: 99:106 (на момент остановки боя) | Хосе Хуан Герра: 99:107; Эдриэн Морган: 101:105; Сид Рубенстейн: 99:106 (на момент остановки боя) |
| Время            | 1:18 минут                                                                                        | 1:18 минут                                                                                        |
|                  | Кьятванчай                                                                                        | Чхве                                                                                              |
| Вес              | 47,5                                                                                              | 47,5                                                                                              |
| Результаты боёв  | 10-0-1                                                                                            | 19-2-0                                                                                            |

Чхве Чом Хван в итоге сумел добиться решающего преимущества, но Кьятванчай в определенные периоды боя оставался опасным для претендента. Побывав на настиле ринга уже в первом раунде, в пятом таец сам послал оппонента в нокдаун. Правда, в дальнейшем Чхве не давал усомниться в своем преимуществе. В седьмом и двенадцатом раундах кореец ещё дважды отправлял чемпиона в нокдаун и оформил победу техническим нокаутом в заключительном отрезке боя.

### 1990—1992 годы
В январе 1990 года Кьятванчай победил в рейтинговом бою достаточно сильного соперника, будущего чемпиона мира по версии WBC в первом наилегчайшем весе филиппинца Роландо Паскуа и снова стал претендентом на утраченный пояс WВС в минимальной весовой категории. Титульный поединок с участием тайца состоялся 8 июня 1990 года в Японии, его оппонентом стал действующий чемпион мира Хидеюки Охаси.

#### Бой с Охаси
|                  |                                                                                 |                                                                                 |
| Соперник         | Хидеюки Охаси                                                                   | Хидеюки Охаси                                                                   |
| Место проведения | «Korakuen Hall», Токио, Япония»                                                 | «Korakuen Hall», Токио, Япония»                                                 |
| Результат        | Победа Охаси единогласным решением судей в двенадцатираундовом бою              | Победа Охаси единогласным решением судей в двенадцатираундовом бою              |
| Статус           | Бой за звание чемпиона мира по версии WBC в минимальном весе (1-я защита Охаси) | Бой за звание чемпиона мира по версии WBC в минимальном весе (1-я защита Охаси) |
| Рефери           | Микки Ванн                                                                      | Микки Ванн                                                                      |
| Счёт судей       | Руди Джордан: 112:117; Эдриэн Морган: 112:116; Барбара Перес: 110:116           | Руди Джордан: 112:117; Эдриэн Морган: 112:116; Барбара Перес: 110:116           |
|                  | Кьятванчай                                                                      | Охаси                                                                           |
| Вес              | 47,3                                                                            | 47,6                                                                            |
| Результаты боёв  | 11-1-1                                                                          | 13-3-0                                                                          |

Охаси стал чемпионом, победив обидчика Кьятванчая, корейского боксёра Чхве Чом Хвана, и в этом бою впервые защищал свой титул. Таец сумел выиграть несколько раундов, однако в итоге уступил единогласным решением судей (112:117, 112:116, 110:116). 
После поражения в бою с Охаси карьера Кьятванчая пошла на спад. За два года он провёл четыре боя с малоизвестными соперниками. Однако в сентябре 1992 года таец получил новый шанс громко заявить о себе. Многолетний чемпион мира по версии WBC в первом наилегчайшем весе мексиканец Умберто Гонсалес проводил третью защиту возвращенного им в 1991 году чемпионского пояса, и Кьятванчай в качестве претендента на титул впервые в карьере вышел на американский ринг.

#### Бой с Гонсалесом
|                  |                                                                                             |                                                                                             |
| Соперник         | Умберто Гонсалес                                                                            | Умберто Гонсалес                                                                            |
| Место проведения | «Great Western Forum», Инглвуд, США                                                         | «Great Western Forum», Инглвуд, США                                                         |
| Результат        | Победа Гонсалеса нокаутом во 2 раунде двенадцатираундового боя                              | Победа Гонсалеса нокаутом во 2 раунде двенадцатираундового боя                              |
| Статус           | Бой за звание чемпиона мира по версии WBC в первом наилегчайшем весе (3-я защита Гонсалеса) | Бой за звание чемпиона мира по версии WBC в первом наилегчайшем весе (3-я защита Гонсалеса) |
| Рефери           | Винс Дельгадо                                                                               | Винс Дельгадо                                                                               |
| Счёт судей       | Хоан Ортега: 8:10; Дэйви Пирл: 8:10; Дик Янг: 8:10 (на момент остановки боя)                | Хоан Ортега: 8:10; Дэйви Пирл: 8:10; Дик Янг: 8:10 (на момент остановки боя)                |
| Время            | 2:48 минут                                                                                  | 2:48 минут                                                                                  |
|                  | Кьятванчай                                                                                  | Гонсалес                                                                                    |
| Вес              | 49,0                                                                                        | 49,0                                                                                        |
| Результаты боёв  | 15-2-1                                                                                      | 34-1                                                                                        |

В первом раунде Гонсалес имел серьёзное преимущество и в концовке обрушил на соперника град ударов, следствием которого стал нокдаун Кьятванчая. Таец сумел подняться, но был явно потрясён и его откровенно спас гонг, возвещающий о конце раунда. Однако в начале второго трёхминутного отрезка боя Гонсалес продолжил атаковать и еще трижды отправлял Кьятванчая на настил ринга, после чего рефери остановил поединок.
До конца 1992 года Кьятванчай проиграл еще один поединок - уступил в Японии филиппинскому боксёру Але Вилльямору и прервал свою карьеру почти на четыре года. 

### 1996—2000 годы
Свое возвращение на ринг в 1996 году таец отметил победой, но в дальнейшем не смог оставаться конкурентной величиной в своей весовой категории, делая длительные паузы в выступлениях и проводя мало боёв. В период с 1998 по 2000 год он четырежды дрался в Японии, проиграв все поединки. В числе его оппонентов за этот период был Кацусиге Кавасима, будущий чемпион мира во втором наилегчайшем весе по версии WBC. Последний бой Кьятванчая состоялся 28 октября 2000 года.